# Авъл Хостилий Катон
Авъл Хостилий Катон (на латински: Aulus Hostilius Cato) е сенатор и военен на Римската република.
Произлиза от клон Катон на фамилията Хостилии. Брат е на Гай Хостилий Катон и Луций Хостилий Катон.
През 207 пр.н.е. той става претор заедно с брат си и получава управлението на римската провинция Сардиния. През 201 пр.н.е. евакуира римските граждани от Самниум в Пулия заради заплахите от Ханибал.
През 190 пр.н.е. e легат заедно с брат си Луций Хостилий Катон и Сципион Африкански на консула Сципион Азиатски и участва в решителната битка при Магнезия (дн. Маниса) против Антиох III. През 187 пр.н.е. участва в политическия процес срещу Сципион Азиатски за подкупи от Антиох и присвояване на държавни пари, което прекратява неговата политическа кариера.